# Уйгун
Уйгун (узб. Uyg‘un, псевдоним, настоящее имя — Рахматулла Атакузиев (узб. Rahmatulla Otaqo‘zi); 14 мая 1905, с. Мерке, совр. Казахстан — 1990)  — узбекский поэт и общественный деятель, переводчик, драматург. Герой Социалистического Труда (1985). Народный поэт Узбекской ССР (1965).

## Биография
Родился в 1905 году в селе Мерке на территории современного Казахстана. Дебютировал в печати в 1925 году. В том же году окончил Педагогическую Академию в Самарканде и начал работать там преподавателем. Позднее работал в других ВУЗах УзССР. В 1929 году вышел в свет первый сборник стихов «Радость весны». Является автором большого количества пьес, очерков и путевых заметок. В разное время был депутатом Верховного совета УзССР, председателем Правления Союза писателей Узбекистана, редактором журналов «Шарк юлдузи» и «Муштум».

## Избранные произведения
- «Асрлар» («Века») 1967 год. (пьеса; перевод на русский язык в 1968 году) о строительстве Фархадской ГЭС.
- «Абу Райхан Беруни» (пьеса для театра о великом учёном-энциклопедисте и писателе Аль-Бируни).
- «Мотылёк» (пьеса для театра)

Соавтор сценариев художественных фильмов «Алишер Навои» (1948) и «По путёвке Ленина» (1958).

## Награды, премии, почётные звания
- Герой Социалистического Труда (14.05.1985)[1][2]
- 3 ордена Ленина (06.12.1951;[3] 02.07.1971; 14.05.1985)[2]
- орден Октябрьской Революции (13.05.1975)[4]
- 2 ордена Трудового Красного Знамени (16.01.1950;[5] 18.03.1959)[6]
- орден Дружбы народов (04.03.1980)
- 2 ордена «Знак Почёта» (25.12.1944; 01.03.1965)
- народный поэт Узбекской ССР (17.05.1965)[7]
- Государственная премия Узбекской ССР имени Хамзы (1967)[8]
- медали[9].